# Machhapuchhare
Machhaphuchhare, Maćhapućhare (nepali: माछापुछ्रे) – szczyt w masywie Annapurny w Himalajach, osiągający wysokość 6993 m n.p.m. Według języków miejscowych nazwa oznacza „rybi ogon” – jednak ten kształt widoczny jest dopiero, kiedy mijamy górę z boku, na przykład podczas trekkingu dookoła Annapurny. Machhapuchhare jest uważana przez miejscową ludność za świętą górę, przez co władze Nepalu ustanowiły całkowity zakaz wspinaczki na szczyt. Z uwagi na swój kształt Machhapuchhare bywa nazywana „Matterhornem Nepalu”. Szczyt góruje nad doliną Pokhary, szczególnie pięknie prezentuje się znad jeziora Phewa Tal.
Pierwsza próba zdobycia miała miejsce w 1957 roku przez brytyjską wyprawę pod kierownictwem Jamesa Robertsa, jednak Wilfried Noyce i David Cox zawrócili będąc 50 m poniżej wierzchołka. Podaje się, iż Machhapuchhare nie została dotychczas zdobyta, jednak prawdopodobnie w 1980 r. szczyt nielegalnie zdobył Nowozelandczyk Bill Denz.